# Honda RA099
Honda RA099 — прототип болида Формулы 1, созданный по заказу компании Honda английским инженером Харви Постлтуэйтом и построенный компанией Dallara в 1999 году. Болид должен был стать тестовой платформой Хонды перед полноценным дебютом в сезоне 2000 года.

## История

### Предлагаемое возвращение
В 1998 году компания Honda стала серьёзно рассматривать возможность возвращения в спорт, в качестве полноценной команды. Для разработки шасси был приглашён известный британский конструктор Харви Постлтуэйт, бывший в своё время техническим директором, в Hesketh, Wolf, Fittipaldi, Ferrari, Заубере, и оставшемся без работы после продажи команды Tyrrell, в том же году, концерну BAT. Постройка автомобиля, по его чертежам, была поручена известной итальянской компании Dallara, и уже весной 1999 года машина, под управление голландца Йоса Ферстаппена, появилась на трассе в испанском Хересе.
Машина получилась, довольно быстрой, что было видно при сравнение её с болидами действующих команд, проводивших свои испытания, там же в Хересе. Тем не менее, проект был прерван на неопределенное время, после смерти Постлтуэйта, от сердечного приступа, во время одного из тестовых дней.

### Итог
После смерти Постлтуэйта, Honda свернув этот проект, решила вернуться в качестве поставщика двигателей, для команды БАР и Джордан. По мере роста сотрудничества, акционерная доля Хонды в БАР увеличивалась, и в конечном итоге, в результате запрета на табачную рекламу в Формуле 1, Honda полностью выкупила её, сделав своей заводской командой.
Из шести построенных Даллар RA099, только четыре успели пройти испытания на гоночной трассе. В настоящее время, доподлинно известно о местонахождение только одного из шасси (третьего, имеющего заводскую нумерацию RA099-3), которое выставлялось в музее Хонды, в Мотеги.